# 当麻町
当麻町（とうまちょう）は、北海道中央部の上川郡にある町。大雪山連峰の麓に位置している。
農業と林業が主幹産業の町。農業においては北海道を代表する優良米の産地であり、北海道農協米対策本部による米ランキングでは、12年連続1位の評価を獲得している。また、一玉75万円(令和元年初競り)の値がつくこともある真っ黒なブランドスイカ「でんすけすいか」の生産地である。また｢夏バラ日本一｣と評価される｢大雪の薔薇｣や町花であるキクの生産地でもある。キュウリやトマトの生産も盛んである。町面積の約65％が山林であり、林業も盛んな町である。当麻町森林組合が管理、施業、製材を担い、公共施設への町産木材有効活用や、住宅への町産木材活用補助などを積極的に行っている。

## 地理
- 上川盆地の東端にあたり、町の東部の山地は大雪山へとつづいている。
- 比布町との境を石狩川が流れるほか、支流の牛朱別川が町内を流れる。
- 当地には行政区域として正式に「0丁目」と区分けされた区域は存在しないが、町内の中央7区に設置されている道北バスの停留所には「当麻0丁目」が存在することで知られる[2]。

### 隣接している自治体
- 上川総合振興局管内
  - 旭川市
  - 石狩国上川郡：比布町、愛別町、上川町

## 歴史
地名は、アイヌ語の「トオマ」（湿地の多いところ）からとされる。
- 1893年（明治26年） : 屯田兵400戸が入植
- 1894年（明治27年） : 当麻神社の創建。
- 1900年 : 上川郡永山村（現旭川市永山）から分村、當麻村（とうま）が誕生
- 1906年 : 二級町村制、當麻村
- 1919年（大正8年） : 一級町村制、當麻村
- 1957年（昭和32年） : 当麻鍾乳洞が発見される。
- 1958年 : 当麻村に改称・即日町制、当麻町
- 1984年（昭和59年） : でんすけすいかの生産開始

## 行政
町長　
- 村椿　哲朗
- 旭川地方検察庁（本庁,旭川区検察庁・旭川市、上川郡）

- 司法
  - 旭川地方裁判所
  - 旭川家庭裁判所
  - 旭川簡易裁判所

## 経済

### 産業
- 米作を中心とする第一次産業が主力産業となっている。収穫される米は一等米の比率が高く、上質のコメが収穫される。また、でんすけスイカ、薔薇、キク、キュウリ、トマトの栽培も盛んである。
- 林業が盛んな町で私有林の管理を担う当麻町森林組合は、管理、施業、製材までを担い、また公共施設への町産木材の活用や個人住宅への町産木材活用補助など地産地消の取り組みを行っている
- ナンガホワイトレーベル[3]

### 農協
- 当麻農業協同組合（JA当麻）

### 金融機関
- 旭川信用金庫当麻支店
- 北洋銀行当麻支店 - 2025年8月4日付で永山中央支店（旭川市）内の店舗内店舗となる[4]。

### 郵便局
- 当麻郵便局（集配局）
- 宇園別郵便局
- 伊香牛郵便局

### 宅配便
- ヤマト運輸：道北主管支店北海道上川センター（旭川市）
- 佐川急便：旭川営業所（旭川市）

## 公共機関

### 警察
- 旭川東警察署当麻駐在所

### 消防
- 大雪消防組合当麻消防署

## 姉妹都市・提携都市
- 友好交流都市
  - 奈良県當麻町（現、葛城市）

## 地域
- ソフトテニスがさかんで、全国レベルの選手を多く輩出している。

### 人口
| |                                        |  |
| 当麻町と全国の年齢別人口分布（2005年） | 当麻町の年齢・男女別人口分布（2005年） |  |
| ■紫色 ― 当麻町 ■緑色 ― 日本全国 | ■青色 ― 男性 ■赤色 ― 女性              |  |
| 当麻町（に相当する地域）の人口の推移 \| 1970年（昭和45年） \| 11,068人 \| \| \| 1975年（昭和50年） \| 9,986人 \| \| \| 1980年（昭和55年） \| 9,619人 \| \| \| 1985年（昭和60年） \| 9,044人 \| \| \| 1990年（平成2年） \| 8,383人 \| \| \| 1995年（平成7年） \| 7,893人 \| \| \| 2000年（平成12年） \| 7,643人 \| \| \| 2005年（平成17年） \| 7,473人 \| \| \| 2010年（平成22年） \| 7,088人 \| \| \| 2015年（平成27年） \| 6,689人 \| \| \| 2020年（令和2年） \| 6,319人 \| \| |                                        |  |
| 総務省統計局 国勢調査より |                                        |  |
| 1970年（昭和45年） | 11,068人                               |  |
| 1975年（昭和50年） | 9,986人                                |  |
| 1980年（昭和55年） | 9,619人                                |  |
| 1985年（昭和60年） | 9,044人                                |  |
| 1990年（平成2年） | 8,383人                                |  |
| 1995年（平成7年） | 7,893人                                |  |
| 2000年（平成12年） | 7,643人                                |  |
| 2005年（平成17年） | 7,473人                                |  |
| 2010年（平成22年） | 7,088人                                |  |
| 2015年（平成27年） | 6,689人                                |  |
| 2020年（令和2年） | 6,319人                                |  |

### 教育
中学校
町立1校（当麻）
小学校
町立2校（当麻、宇園別）

## 交通

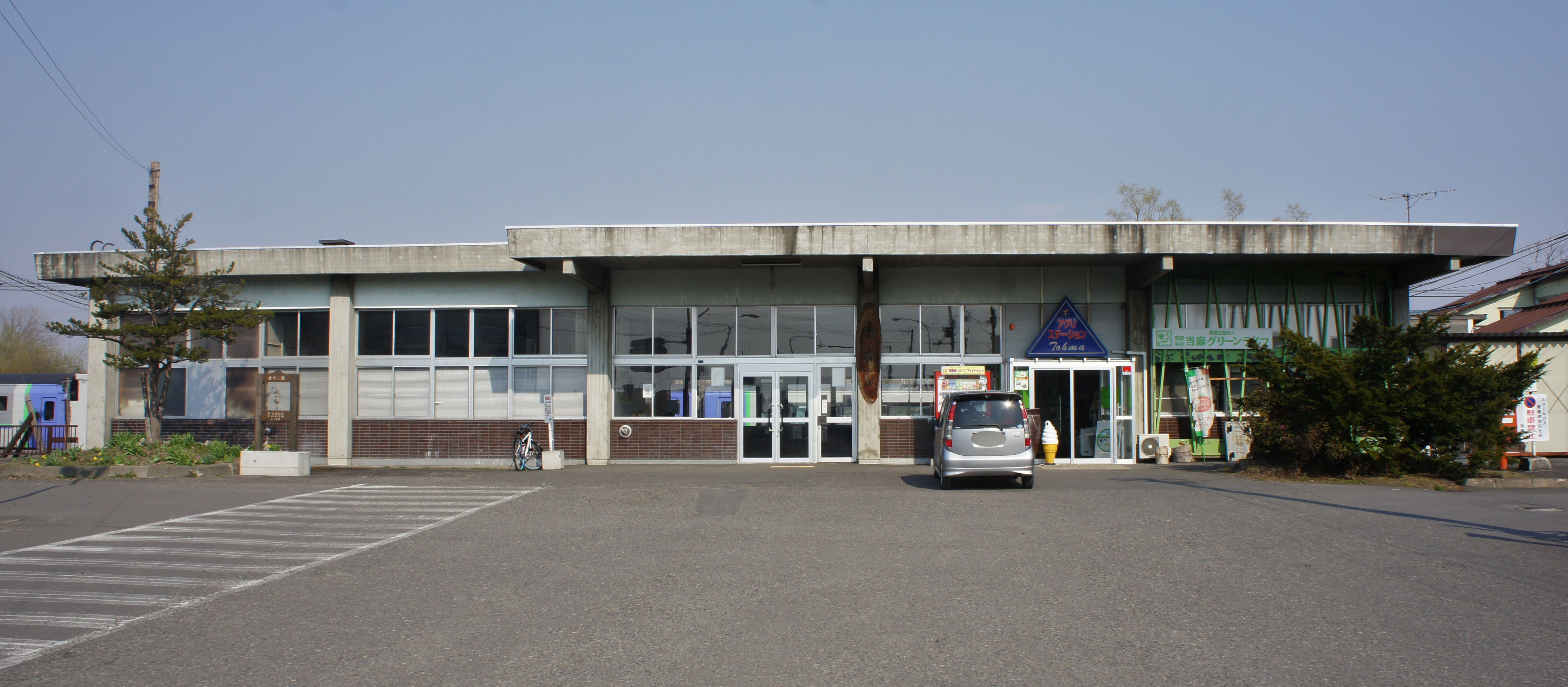
当麻駅

### 空港
- 旭川空港 （東神楽町）

### 鉄道
- 北海道旅客鉄道（JR北海道）
  - 石北本線：当麻駅 - 伊香牛駅
    - 当麻駅 - 伊香牛駅間にあった将軍山駅は、2021年3月13日のダイヤ改正時に廃止された[5][6]。

  - 宗谷本線：（町内に駅は存在しない）

### バス
- 道北バス
- 当麻町営バス

### 道路
- 一般国道
  - 国道39号
- 都道府県道
  - 北海道道140号愛別当麻旭川線
  - 北海道道332号当麻停車場線
  - 北海道道486号豊田当麻線
  - 北海道道1122号当麻比布線
  - 北海道道1134号当麻上川線
- 道の駅
  - とうま

## 名所・旧跡・観光スポット・祭事・催事

### 文化財

#### 道指定
- 当麻鍾乳洞 - 道指定天然記念物、北海道で数少ない鍾乳洞。

#### 町の文化財
- 忠魂堂 - 法隆寺
- 誓王寺
- 誓王寺鐘楼
- 旧当麻神社跡丘陵地

## 出身有名人
- 加登川幸太郎 - 陸軍軍人（中佐）、戦史研究家
- 原一平 - コメディアン
- 林路一 - 政治家。当麻村長・北海道議会議員・衆議院議員。生まれは山口県
- 山田真裕 - 政治学者・関西学院大学教授

## 出身政治家
- 林路一